# Ploërmel
Ploërmel (tiếng Breton: Ploermael) là một xã ở tỉnh Morbihan trong vùng Bretagne tây bắc Pháp. Xã này có diện tích 50,81 km², dân số năm 1999 là 7525 người. Khu vực này có độ cao trung bình 75 mét trên mực nước biển.
Cư dân của Ploërmel danh xưng trong tiếng Pháp là Ploërmelais.

## Tiếng Bretagne
Năm 2007, có 2,6% trẻ em học trường song ngữ ở cấp tiểu học.

## Đô thị kết nghĩa
- Cobh, Cộng hòa Ireland
- Apensen, Germany
- Dittmannsdorf/ Witzschdorf, Đức
- Gorseinon & Llwchwr, Wales
- Kolbuszowa, Ba Lan